# Liste der Kulturdenkmale in Gommern
In der Liste der Kulturdenkmale in Gommern  sind alle  Kulturdenkmale der Gemeinde Gommern und ihrer Ortsteile aufgelistet. Grundlage ist das Denkmalverzeichnis des Landes Sachsen-Anhalt, das auf Basis des Denkmalschutzgesetzes des Landes Sachsen-Anhalt vom 21. Oktober 1991 durch das Landesamt für Denkmalpflege und Archäologie Sachsen-Anhalt erstellt und seither laufend ergänzt wurde (Stand: 31. Dezember 2022).

## Kulturdenkmale nach Ortsteilen

### Gommern
| Lage                                                      | Bezeichnung               | Beschreibung                                                                    | Erfassungs- nummer | Ausweisungsart               | Bild                      |
| --------------------------------------------------------- | ------------------------- | ------------------------------------------------------------------------------- | ------------------ | ---------------------------- | ------------------------- |
| Am Kirchplatz (Karte)                                     | Sankt-Trinitatis-Kirche   | Kirche                                                                          | 094 05684          | Baudenkmal                   | Weitere Bilder            |
| Am Kirchplatz 2 (Karte)                                   | Pfarrhaus Am Kirchplatz 2 | ehemalige Superintendentur, zweigeschossiger Bau mit Fachwerkoberstock von 1690 | 094 05686          | Baudenkmal                   | Pfarrhaus Am Kirchplatz 2 |
| Am Kirchplatz 3 (Karte)                                   | Pfarrhaus                 |                                                                                 | 094 71026          | Baudenkmal                   | Pfarrhaus                 |
| Am Weinberg 1 (Karte)                                     | Herz-Jesu-Kirche          | Katholische Kirche von 1902/03.                                                 | 094 76154          | Baudenkmal                   | Weitere Bilder            |
| Bahnhofstraße 2, Knickstraße (Karte)                      | Viehhandlung W. Döring    | Wirtschaftshof                                                                  | 094 71086          | Baudenkmal                   | Viehhandlung W. Döring    |
| Bahnhofstraße 8 (Karte)                                   | Wohnhaus                  | Wohnhaus                                                                        | 094 10171          | Baudenkmal                   | Wohnhaus                  |
| Bahnhofstraße 18 (Karte)                                  | Bahnhof Gommern           |                                                                                 | 094 76227          | Baudenkmal                   | Bahnhof Gommern           |
| Bahnhofstraße, Zerbster Chaussee (Karte)                  | Gedenkstein               | Gedenkstein                                                                     | 094 71085          | Baudenkmal                   | Gedenkstein               |
| Friedhofstraße                                            | Kriegerdenkmal            |                                                                                 | 094 71034          | Baudenkmal                   |                           |
| Große Gartenstraße 5 (Karte)                              | Wohnhaus                  |                                                                                 | 094 70885          | Baudenkmal                   | Wohnhaus                  |
| Hagenstraße 22, 23 (Karte)                                | Mühlenhof                 |                                                                                 | 094 71058          | Baudenkmal                   | Weitere Bilder            |
| Hagenstraße 44 (Karte)                                    | Wohnhaus                  |                                                                                 | 094 71059          | Baudenkmal                   | Wohnhaus                  |
| Magdeburger Chaussee 21 vor der Klubgaststätte            | Grenzstein                |                                                                                 | 094 05586          | Baudenkmal                   |                           |
| Martin-Schwantes-Straße 3 (Karte)                         | Wohnhaus                  |                                                                                 | 094 05536          | Baudenkmal                   | Wohnhaus                  |
| Martin-Schwantes-Straße 5 (Karte)                         | Wohn- und Geschäftshaus   |                                                                                 | 094 71087          | Baudenkmal                   | Wohn- und Geschäftshaus   |
| Martin-Schwantes-Straße 6 (Karte)                         | Apotheke                  | Schlossapotheke                                                                 | 094 05689          | Baudenkmal                   | Apotheke                  |
| Martin-Schwantes-Straße 12 (Karte)                        | Wohn- und Geschäftshaus   |                                                                                 | 094 71089          | Baudenkmal                   | Wohn- und Geschäftshaus   |
| Martin-Schwantes-Straße 18 (Karte)                        | Wohn- und Geschäftshaus   |                                                                                 | 094 71092          | Baudenkmal                   | Wohn- und Geschäftshaus   |
| Martin-Schwantes-Straße 31 (Karte)                        | Villa                     |                                                                                 | 094 71057          | Baudenkmal                   | Weitere Bilder            |
| Martin-Schwantes-Straße 32 (Karte)                        | Postamt                   |                                                                                 | 094 71056          | Baudenkmal                   | Postamt                   |
| Martin-Schwantes-Straße 34 Ecke Salzstraße (Karte)        | Wohn- und Geschäftshaus   |                                                                                 | 094 71055          | Baudenkmal                   | Wohn- und Geschäftshaus   |
| Martin-Schwantes-Straße 46 (Karte)                        | Wohnhaus                  | Rektorhaus                                                                      | 094 05687          | Baudenkmal                   | Wohnhaus                  |
| Platz des Friedens am westlichen Ende des Platzes (Karte) | Kriegerdenkmal Gommern    | Kriegerdenkmal                                                                  | 094 71066          | Baudenkmal                   | Kriegerdenkmal Gommern    |
| Platz des Friedens 10 (Karte)                             | Rathaus Gommern           |                                                                                 | 094 71065          | Baudenkmal                   | Rathaus Gommern           |
| Platz des Friedens 13                                     | Wohnhaus                  |                                                                                 | 094 71064          | Baudenkmal                   | Wohnhaus                  |
| Salzstraße 1 (Karte)                                      | Wohn- und Geschäftshaus   |                                                                                 | 094 71054          | Baudenkmal                   | BW                        |
| Walther-Rathenau-Straße 4 (Karte)                         | Wohnhaus                  | Wohnhaus                                                                        | 094 71062          | Baudenkmal                   | Wohnhaus                  |
| Walther-Rathenau-Straße 6                                 | Villa                     |                                                                                 | 094 70880          | Baudenkmal                   | Villa                     |
| Walther-Rathenau-Straße 7, 8 (Karte)                      | Schloßmühle Gommern       | 1541 erstmals erwähnte Wassermühle, bauliche Anlagen aus dem 19. Jahrhundert    | 094 71060          | Baudenkmal                   | Schloßmühle Gommern       |
| Walther-Rathenau-Straße 9, 10 (Karte)                     | Wasserburg Gommern        | Wasserburg                                                                      | 094 05685          | Baudenkmal                   | Weitere Bilder            |
| Walther-Rathenau-Straße 15                                | Villa                     |                                                                                 | 094 05690          | Baudenkmal                   | Villa                     |
| Walther-Rathenau-Straße 19                                | Villa                     |                                                                                 | 094 71063          | Baudenkmal                   | Villa                     |
| Wiesenstraße                                              | Friedhof                  | Friedhof                                                                        | 094 75987          | Baudenkmal                   |                           |
| Wiesenstraße                                              | Mahnmal                   | Mahnmal                                                                         | 094 75987 001      | Teilobjekt eines Baudenkmals |                           |

### Dannigkow
| Lage                                                 | Bezeichnung    | Beschreibung | Erfassungs- nummer | Ausweisungsart | Bild           |
| ---------------------------------------------------- | -------------- | ------------ | ------------------ | -------------- | -------------- |
| Ernst-Thälmann-Straße 2 vor der alten Schule (Karte) | Gedenkstein    |              | 094 05533          | Baudenkmal     | Weitere Bilder |
| Friedhofstraße Friedhof (Karte)                      | Kriegerdenkmal |              | 094 71340          | Baudenkmal     | BW             |
| Friedrichstraße 9 (Karte)                            | Kirche         |              | 094 05682          | Baudenkmal     | BW             |

### Dornburg
| Lage | Bezeichnung            | Beschreibung      | Erfassungs- nummer | Ausweisungsart               | Bild           |
| --- | ---------------------- | ----------------- | ------------------ | ---------------------------- | -------------- |
| Hauptstraße 1, 3, 4, 5, 7, 9, 10, 11, 12, 13, 14, 15, 16, 17, 18, 19, 20, 21, 22, 23, 24, 25, 26, 27, 28, 29, 30, 31, 32, 33, 34, 36 (Karte) | Straßenzug             | Dorfkern Dornburg | 094 41456          | Denkmalbereich               | BW             |
| Hauptstraße 27 (Karte) | Pfarrhaus              |                   | 094 41459          | Baudenkmal                   | BW             |
| Hauptstraße 34 (Karte) | Schlosskirche Dornburg |                   | 107 05050          | Baudenkmal                   | Weitere Bilder |
| Hauptstraße 36 (Karte) | Schule                 |                   | 094 41458          | Baudenkmal                   | BW             |
| Lindenweg 1 (Karte) | Schloss Dornburg       | Schloß            | 094 41345          | Baudenkmal                   | Weitere Bilder |
| Lindenweg | Park                   | Park              | 094 41345 001      | Teilobjekt eines Baudenkmals |                |
| Lindenweg 1 Schloßbereich (Karte) | Grenzstein             |                   | 094 41457          | Kleindenkmal                 | BW             |

### Karith
| Lage                                       | Bezeichnung            | Beschreibung                                        | Erfassungs- nummer | Ausweisungsart | Bild           |
| ------------------------------------------ | ---------------------- | --------------------------------------------------- | ------------------ | -------------- | -------------- |
| Gommeraner Straße Ortsteil Pöthen (Karte)  | Gutskapelle Pöthen     | Kapelle                                             | 094 76139          | Baudenkmal     | Weitere Bilder |
| Thälmannplatz 2, 3 Ortsteil Pöthen (Karte) | Herrenhaus             |                                                     | 094 05740          | Baudenkmal     | BW             |
| Thälmannstraße 14 (Karte)                  | St.-Dorotheen-Kirche   |                                                     | 094 76157          | Baudenkmal     | BW             |
| Thälmannstraße                             | Transformatorenstation | Transformatorenstation 2021 als Denkmal eingetragen | 094 18787          | Baudenkmal     |                |
| Thälmannstraße 26, 27 (Karte)              | Gutshaus               | Gutshaus 2021 als Denkmal ausgewiesen               | 094 18796          | Baudenkmal     | BW             |

### Ladeburg
| Lage                                                               | Bezeichnung | Beschreibung                                           | Erfassungs- nummer | Ausweisungsart | Bild           |
| ------------------------------------------------------------------ | ----------- | ------------------------------------------------------ | ------------------ | -------------- | -------------- |
| ca. 100 m nordwestlich der Ortslage Ladeburg an der K 1234 (Karte) | Denkmal     | Denkmal zur Erinnerung an das Gefecht bei Möckern 1813 | 094 41490          | Baudenkmal     | Denkmal        |
| Dorfstraße zwischen Nr. 5 und 6 (Karte)                            | Kirche      |                                                        | 094 41394          | Baudenkmal     | Weitere Bilder |

### Leitzkau
| Lage                                                | Bezeichnung      | Beschreibung                                | Erfassungs- nummer | Ausweisungsart               | Bild             |
| --------------------------------------------------- | ---------------- | ------------------------------------------- | ------------------ | ---------------------------- | ---------------- |
| Alter Weg 1 (Karte)                                 | Bauernhaus       |                                             | 094 40744          | Baudenkmal                   | BW               |
| Althaus 17 (Karte)                                  | Schäferei        | Alte Schäferei                              | 094 41097          | Baudenkmal                   | BW               |
| Althaus 6, 8, 10 (Karte)                            | Häusergruppe     |                                             | 094 41514          | Denkmalbereich               | BW               |
| Am Schloss 4 nordwestlich der Ortslage (Karte)      | Schloss Leitzkau | Schloss Leitzkau                            | 094 41165          | Baudenkmal                   | Weitere Bilder   |
| Am Schloss 4 nordwestlich der Ortslage              | Kirche           | Kirche                                      | 094 41165 001      | Teilobjekt eines Baudenkmals |                  |
| Am Schloss 4                                        | Schloss          | Schloss                                     | 094 41165 002      | Teilobjekt eines Baudenkmals |                  |
| Am Schloss 4                                        | Schloss          | Schloss                                     | 094 41165 003      | Teilobjekt eines Baudenkmals |                  |
| Am Schloss 4                                        | Schloss          | Schloss                                     | 094 41165 004      | Teilobjekt eines Baudenkmals |                  |
| Am Schloss 4                                        | Wirtschaftshof   | Wirtschaftshof                              | 094 41165 005      | Teilobjekt eines Baudenkmals |                  |
| Am Schloss, Ladeburger Straße, Althaus              | Tiergarten       | Tiergarten                                  | 094 41165 006      | Teilobjekt eines Baudenkmals |                  |
| Im Winkel 7 (Karte)                                 | Schule           | Dorfschule                                  | 094 41481          | Baudenkmal                   | BW               |
| Kirchstraße 1 (Karte)                               | St.-Petri-Kirche | Kirche, bis 1140 St. Marien, dann St. Peter | 094 41484          | Baudenkmal                   | St.-Petri-Kirche |
| Kirchstraße 1                                       | Pfarrhof         |                                             | 094 41483          | Baudenkmal                   |                  |
| Loburger Straße 26 (Karte)                          | Molkerei         | Dampfmolkerei                               | 094 41487          | Baudenkmal                   | BW               |
| Markt 4                                             | Schule           |                                             | 094 40745          | Baudenkmal                   |                  |
| Zerbster Straße 1                                   | Bauernhaus       |                                             | 094 40743          | Baudenkmal                   |                  |
| Zerbster Straße 12                                  | Bauernhaus       |                                             | 094 41331          | Baudenkmal                   |                  |
| Zerbster Straße 51 am östlichen Ortseingang (Karte) | Mühle            | Turmholländermühle                          | 094 41486          | Baudenkmal                   | Mühle            |

### Lübs
| Lage                                                        | Bezeichnung | Beschreibung  | Erfassungs- nummer | Ausweisungsart | Bild   |
| ----------------------------------------------------------- | ----------- | ------------- | ------------------ | -------------- | ------ |
| zwischen Bahnhofstraße 24 und 26 in Klein-Lübs (Karte)      | Kirche      | St. Philippus | 107 05045          | Baudenkmal     | Kirche |
| Bahnhofstraße 11                                            | Bauernhaus  |               | 094 41477          | Baudenkmal     |        |
| Schulstraße südlich der Schulstraße 39 in Groß-Lübs (Karte) | Kirche      | St. Martini   | 094 41476          | Baudenkmal     | Kirche |

### Menz
| Lage                                               | Bezeichnung    | Beschreibung | Erfassungs- nummer | Ausweisungsart | Bild           |
| -------------------------------------------------- | -------------- | ------------ | ------------------ | -------------- | -------------- |
| Dorfstraße auf dem Kirchenberg im Ortskern (Karte) | Kirche         |              | 094 05705          | Baudenkmal     | Weitere Bilder |
| Dorfstraße 20 (Karte)                              | Wohnhaus       |              | 094 71259          | Baudenkmal     | Wohnhaus       |
| Magdeburger Straße Friedhof (Karte)                | Kriegerdenkmal |              | 107 05018          | Baudenkmal     | Kriegerdenkmal |

### Nedlitz
| Lage                  | Bezeichnung         | Beschreibung                              | Erfassungs- nummer | Ausweisungsart | Bild           |
| --------------------- | ------------------- | ----------------------------------------- | ------------------ | -------------- | -------------- |
| (Karte)               | Kirche St. Nicolaus | romanische Kirche aus dem 12. Jahrhundert | 094 05715          | Baudenkmal     | Weitere Bilder |
| Schulstraße 9 (Karte) | Taubenturm          | Taubenturm                                | 094 71363          | Baudenkmal     | Taubenturm     |

### Prödel
| Lage                                                  | Bezeichnung       | Beschreibung   | Erfassungs- nummer | Ausweisungsart | Bild           |
| ----------------------------------------------------- | ----------------- | -------------- | ------------------ | -------------- | -------------- |
| Am Bahnhof 1 (Karte)                                  | Bahnhof           | Bahnhof Prödel | 094 41489          | Baudenkmal     | Bahnhof        |
| Lindenstraße nordwestlich der Lindenstraße 28 (Karte) | Dorfkirche Prödel | St. Sebastian  | 094 41316          | Baudenkmal     | Weitere Bilder |

### Vehlitz
| Lage                                          | Bezeichnung        | Beschreibung | Erfassungs- nummer | Ausweisungsart | Bild               |
| --------------------------------------------- | ------------------ | ------------ | ------------------ | -------------- | ------------------ |
| Bundesstraße 246a am Abzweig Ladeburg (Karte) | Kriegerdenkmal     |              | 094 71033          | Baudenkmal     | Kriegerdenkmal     |
| Ernst-Thälmann-Straße (Karte)                 | Kirche             |              | 094 05726          | Baudenkmal     | Weitere Bilder     |
| Ernst-Thälmann-Straße an der Kirche (Karte)   | Kriegerdenkmal     |              | 094 71370          | Baudenkmal     | Kriegerdenkmal     |
| Ernst-Thälmann-Straße 19 (Karte)              | Wirtschaftsgebäude |              | 094 71212          | Baudenkmal     | Wirtschaftsgebäude |
| Ernst-Thälmann-Straße 49 (Karte)              | Wohnhaus           |              | 094 71211          | Baudenkmal     | Wohnhaus           |
| Ernst-Thälmann-Straße 54 (Karte)              | Bauernhof          |              | 094 71210          | Baudenkmal     | Bauernhof          |
| Wiesenstraße 1, 2                             | Kolonie            |              | 094 05590          | Baudenkmal     |                    |

### Vogelsang
| Lage                                                 | Bezeichnung | Beschreibung                                    | Erfassungs- nummer | Ausweisungsart | Bild |
| ---------------------------------------------------- | ----------- | ----------------------------------------------- | ------------------ | -------------- | ---- |
| Forsthaus 1, südlich der Neuen Mühle im Wald (Karte) | Forsthof    |                                                 | 094 05585          | Baudenkmal     | BW   |
| Sophie-von-Boetticher-Straße (Klinikgelände) (Karte) | Heilanstalt | ehemalige Lungenheilstätte, heute Helios-Klinik | 094 05691          | Denkmalbereich | BW   |

### Wahlitz
| Lage                        | Bezeichnung | Beschreibung | Erfassungs- nummer | Ausweisungsart | Bild           |
| --------------------------- | ----------- | ------------ | ------------------ | -------------- | -------------- |
| An der Kirche (Karte)       | Kirche      |              | 094 05727          | Baudenkmal     | Kirche         |
| Bahnhofstraße 28 (Karte)    | Wartehalle  |              | 107 05009          | Baudenkmal     | Wartehalle     |
| Klusdamm/Klusbrücke (Karte) | Brücke      |              | 094 05649          | Baudenkmal     | Weitere Bilder |

## Ehemalige Kulturdenkmale nach Ortsteilen
Die nachfolgenden Objekte waren ursprünglich ebenfalls denkmalgeschützt oder wurden in der Literatur als Kulturdenkmale geführt. Die Denkmale bestehen heute jedoch nicht mehr, ihre Unterschutzstellung wurde aufgehoben oder sie werden nicht mehr als Denkmale betrachtet.

### Dornburg
| Lage                                                                    | Bezeichnung        | Beschreibung | Erfassungs- nummer | Ausweisungsart | Bild |
| ----------------------------------------------------------------------- | ------------------ | --- | ------------------ | -------------- | ---- |
| südwestlich der Schlossanlage in Elbnähe, Flur 8, Flurstück 142 (Karte) | Forsthaus Dornburg | Forsthaus Im Mai 2020 wurde entschieden, dass das Forsthaus zwar denkmalfähig ist, aber eine Denkmalwürdigkeit nicht besteht. | 094 41460          | Baudenkmal     | BW   |
| Schäferei 5 nördlich der Straße, westlich des Ortes                     | Schäferei Dornburg | Schäferei Im Mai 2020 wurde entschieden, dass das Gebäude zwar denkmalfähig ist, eine Denkmalwürdigkeit jedoch nicht besteht. | 094 41455          | Baudenkmal     |      |

### Gommern
| Lage                         | Bezeichnung             | Beschreibung                                                                                       | Erfassungs- nummer | Ausweisungsart | Bild |
| ---------------------------- | ----------------------- | -------------------------------------------------------------------------------------------------- | ------------------ | -------------- | ---- |
| Große Gartenstraße 4 (Karte) | Schule                  | | 094 71090          | Baudenkmal     | BW   |
| Magdeburger Straße 21        | Fabrik                  | | 094 71095          | Baudenkmal     |      |
| Martin-Schwantes-Straße 29a  | Wohn- und Geschäftshaus | | 094 71028          | Baudenkmal     |      |
| Platz des Friedens 21        | Wohnhaus                | Wohnhaus, zumindest seit 2019 nicht mehr vorhanden und zumindest seit 2020 als Denkmal gestrichen. | 094 71067          | Baudenkmal     |      |

### Leitzkau
| Lage               | Bezeichnung             | Beschreibung | Erfassungs- nummer | Ausweisungsart | Bild |
| ------------------ | ----------------------- | --- | ------------------ | -------------- | ---- |
| Alter Weg 11       | Wohnhaus                | Wohnhaus, nach einer Überprüfung ergab sich im Jahr 2018, dass keine Denkmaleigenschaften bestehen, die Straßenzeile wurde daher aus dem Denkmalverzeichnis ausgetragen.              | 094 41523          | Baudenkmal     |      |
| Alter Weg 31       | Wohnhaus                | Wohnhaus, nach einer Überprüfung ergab sich im Jahr 2018, dass keine Denkmaleigenschaften bestehen, das Wohnhaus wurde daher aus dem Denkmalverzeichnis ausgetragen.                  | 094 41515          | Baudenkmal     |      |
| Alter Weg 33       | Wohnhaus                | Wohnhaus, nach einer Überprüfung ergab sich im Jahr 2018, dass keine Denkmaleigenschaften bestehen, das Wohnhaus wurde daher aus dem Denkmalverzeichnis ausgetragen.                  | 094 41516          | Baudenkmal     |      |
| Alter Weg 54       | Forsthaus               | Revierförsterei Leitzkau, nach einer Überprüfung ergab sich im Jahr 2018, dass keine Denkmaleigenschaften bestehen, das Forsthaus wurde daher aus dem Denkmalverzeichnis ausgetragen. | 094 41480          | Baudenkmal     |      |
| Karl-Marx-Straße 1 | Gasthaus Zum alten Krug | Gasthaus, nach einer Überprüfung ergab sich im Jahr 2018, dass keine Denkmaleigenschaften bestehen, das Gasthaus wurde daher aus dem Denkmalverzeichnis ausgetragen.                  | 094 41461          | Baudenkmal     |      |
| Zerbster Straße 7  | Gasthof Brauner Hirsch  | Gasthof, nach einer Überprüfung ergab sich im Jahr 2018, dass keine Denkmaleigenschaften bestehen, der Gasthof wurde daher aus dem Denkmalverzeichnis ausgetragen.                    | 094 41482          | Baudenkmal     |      |

### Menz
| Lage                           | Bezeichnung | Beschreibung | Erfassungs- nummer | Ausweisungsart | Bild |
| ------------------------------ | ----------- | --- | ------------------ | -------------- | ---- |
| Dorfstraße 16 vor dem Pfarramt | Glocke      | Glocke 2022 wurde die Glocke, da nicht mehr vorhanden, aus dem Denkmalverzeichnis gestrichen. Bei einer etwaigen Wiederauffindung wäre der denkmalrechtliche Schutz jedoch weiterhin gegeben. | 094 71258          | Baudenkmal     |      |

## Legende
In den Spalten befinden sich folgende Informationen:
- Lage: Nennt den Straßennamen und wenn vorhanden die Hausnummer des Kulturdenkmals. Die Grundsortierung der Liste erfolgt nach dieser Adresse. Der Link „Karte“ führt zu verschiedenen Kartendarstellungen und nennt die geographischen Koordinaten.
Link zu einem Kartenansichtstool, um Koordinaten zu setzen. In der Kartenansicht sind Baudenkmale ohne Koordinaten mit einem roten bzw. orangen Marker dargestellt und können in der Karte gesetzt werden. Baudenkmale ohne Bild sind mit einem blauen bzw. roten Marker gekennzeichnet, Baudenkmale mit Bild mit einem grünen bzw. orangen Marker.
- Offizielle Bezeichnung: Nennt den Namen, die Bezeichnung oder zumindest die Art des Kulturdenkmals und verlinkt, soweit vorhanden, auf den Artikel zum Objekt.
- Beschreibung: Nennt bauliche und geschichtliche Einzelheiten des Kulturdenkmals, vorzugsweise die Denkmaleigenschaften.
- Erfassungsnummer: Für jedes Kulturdenkmal wird in Sachsen-Anhalt eine 20stellige Erfassungsnummer vergeben. Die letzten zwölf Ziffern werden für die Untergliederung nach Teilobjekten genutzt und werden nur angegeben, soweit vergeben. In dieser Spalte kann sich folgendes Icon  befinden, dies führt zu Angaben zu diesem Baudenkmal bei Wikidata.
- Ausweisungsart: Die Einordnung des Denkmales nach § 2 Abs. 2 DenkmSchG LSA
- Bild: Ein Bild des Denkmales, und gegebenenfalls einen Link zu weiteren Fotos des Kulturdenkmals im Medienarchiv Wikimedia Commons. Wenn man auf das Kamerasymbol klickt, können Fotos zu Kulturdenkmalen aus dieser Liste hochgeladen werden: